# Reino Champiñón
El Reino Champiñón (キノコ王国 Kinoko Ōkoku?) o Reino de los Hongos (Mushroom Kingdom en inglés) es un país ficticio perteneciente a la franquicia Mario de Nintendo y donde se desarrollan la mayor parte de los eventos de la misma. 
En este reino se encuentra el castillo de Peach, el cual aparece en varios videojuegos, como Super Mario RPG: Legend of the Seven Stars, Super Mario 64, Paper Mario, Mario & Luigi: Partners in Time, Mario & Luigi: Bowser's Inside Story, Super Princess Peach y en muchos otros, pero en estos videojuegos es donde su aparición se vincula mucho más con el argumento de los mismos. 

## Historia
El Reino Champiñón es un país con una población de incontables Toads y su regente es la Princesa Peach. Su capital es la Ciudad Toad y, dependiendo de su representación en distintos videojuegos, esta ciudad aparece con vehículos propios. Aunque tanto Peach como Mario y Luigi son humanos, los ciudadanos de esta área son similares a los champiñones. Sin embargo, la expansión del reino se ha visto diversificada en varias series de la franquicia, como Super Mario, Paper Mario y Mario & Luigi, en las que se incluyen desde Yoshis, Piantas, Florugas, Pingüinos y Brocks hasta Koopa Troopas, Boos, Goombas, Lakitus, Shy Guys y Bob-ombs pacíficos como ciudadanos del Reino Champiñón. De hecho, dependiendo de su representación geográfica, el Reino Champiñón comparte fronteras con distintos países, como Sarasaland de Super Mario Land, el Reino Judía de Mario & Luigi: Superstar Saga, el Reino Flor de Super Mario Bros. Wonder, el Reino Jungla de la serie Donkey Kong y el Reino Nieve del largometraje Super Mario Bros.: la película. Asimismo, el reino también comparte límites marítimos con la isla Delfino de Super Mario Sunshine y la isla Pi'illo de Mario & Luigi: Dream Team.
Por otra parte, el Reino Champiñón es a menudo atormentado por el vecino Reino Koopa. Bowser, el rey de los Koopas, secuestró a la Princesa Peach varias veces, terminando por tener sentimientos románticos hacia ella, aunque inicialmente el motivo principal fue porque la princesa tenía el poder de deshacer los planes de dominio de Bowser. A diferencia de todos los países limítrofes mencionados, existen videojuegos que transcurren mucho más lejos del Reino Champiñón, como Super Paper Mario (que se desarrolla en distintas dimensiones), Super Mario Galaxy (que se desarrolla en planetas extrasolares), Super Mario 3D World (que se desarrolla en el mágico Reino Hada), Super Mario Odyssey (que se desarrolla en distintos reinos alrededor del mundo) y Mario & Luigi: Brothership (que se desarrolla en el continente Concordia). Sin embargo, el Reino Champiñón ha aparecido como escenario en varios niveles de videojuegos, como Super Mario Bros. 3, Super Mario World 2: Yoshi's Island, New Super Mario Bros. y Super Mario 3D Land, aunque varios mapas y pistas de las series Mario Kart y Mario Party tienen lugar aquí también. Además, la serie Luigi's Mansion transcurre en áreas remotas del mismo. Por otro lado, el reino también es referenciado en las series Mario & Sonic en los Juegos Olímpicos y Super Smash Bros..

## Lugares destacados

### Super Mario Bros. 3
1. Tierra Verde: Lugar con cuevas, hierba, etc. En este lugar se encuentra el Castillo de Peach.
2. Colina Desierta: Lugar desértico al lado de la pradera. Tiene pirámides y ruinas antiquísimas. Existen algunos pueblos de nómadas en su interior.
3. Costa Marina: Isla ubicada en la zona sur del reino. Abundan los Cheep-cheep y los Bloopers.
4. Gran Isla: Como su nombre lo indica, aquí prácticamente todo es de gran tamaño. En algunas zonas, abundan cadenas montañosas.
5. El Cielo: Se llega a través de una torre cercana a la Isla Gigante. Las nubes de esta zona soportan todo tipo de peso.
6. Tierra Congelada: Esta zona presenta el clima más glacial del reino. Se ubica en la zona norte y no hay un solo lugar que no este cubierto de nieve.
7. Laberinto de Tuberías: Normalmente, es un bosque con gran variedad de insectos, pero durante la invasión de Bowser en Super Mario Bros. 3, paso a estar ocupado por un montón de tuberías de transporte.
8. Tierra Oscura: Es una zona desértica ubicada en los afueras del Reino. Oficialmente, no se le es considerado parte del Reino Champiñón. Aquí se ubica el Castillo de Bowser y la gran mayoría de sus tropas.

### Super Mario 64
1. Campo de los Bob-omb: Zona de pradera.
2. Fortaleza de piedra: Zona de castillo.
3. Bahía del capitán: Zona de mar rocoso.
4. Montaña helada: Zona de montaña de nieve.
5. Mansión encantada: Zona de casa fantasma.
6. Cueva del laberinto: Zona de cueva subterránea.
7. Tierra de fuego: Zona de lava.
8. Arenas ardientes: Zona de desierto.
9. Gran muelle: Zona de mar con puerto.
10. País de nieve: Zona de nieve.
11. Ciudad esponja: Zona de ciudad hundida en el mar.
12. Montaña escarpada: Zona de montaña.
13. Isla cambiante: Zona de isla tropical que cambia de tamaño.
14. Reloj tic tac: Zona de mecanismos del Tiempo.
15. Camino del arco iris: Zona de cielo.

### Mario & Luigi: Partners in Time
- Volcán Roca Picuda: un volcán repleto de Roca Picuda (Twhomp). Durante su juventud, el Profesor E. Gadd se dedicaba a estudiar cómo los Roca Picuda habían dado a vivir allí.
- Ciudad Toad: Capital del Reino Champiñón.
- Desierto Cactus: un desierto repleto de arena, cactus y topos monty en esta zona está el Kooliseo.
- Navivilla: un pueblo repleto de Navidad, nieve y grandes prados repletos de setas.
- Isla de Yoshi/Tierra de los Dinosaurios: presenta diversas zonas, tales como valles, cuevas, lagos, bosques, playas y planicies. Tiene una oan que la comunica con la Ruta Estelar.
- Castillo de Peach: este castillo alberga a la Princesa Peach junto a los Toads y el Maestro Kinopio. Sus habitaciones son: el sótano, la sala del trono, los jardines, el patio interior, la alcoba de Peach, la alcoba de los toads, la alcoba del Maestro Kinopio, la sala de estatuas, la terraza, el mirador, la biblioteca, la habitación de los trastos, la tienda de muestras y el sótano (donde se encuentra uno de los enemigos de Mario & Luigi: Superstar Saga: el Esbirro Jijí «Fawful») y cuando es el castillo shroob está lleno de: tashrooba, dorbilón, dinoshroob, maestro shroob y shroon¡b aprendiz y burbamarillas y algunos: bob-omb letal y fanto guy.
- Bosque Champiñón: normalmente, es un bosque poco tenebroso por la presencia de algunos Boos que habitan cerca a él. En los hechos de Mario & Luigi: Partners in Time, fue invaidido por los Shroob.
- Templo Estrella: el templo estrella está situada en el cielo de la cima de la colina estrella y sus paredes están metidas estrellas y el templo está en estrellas y en edificios de estrellas.
- Colina Estrella: una colina repleta de estrellas al pie de la Ciudad Toad. Las estrellas llegan a la plataforma del templo estrella y la cima es un santuario de ritual a la Estrella Cobalto.
- Kooliseo: es un coliseo y por su forma de caparazón Koopa es llamado Kooliseo.
- Grutas Roca Picuda: estas grutas de lava son el interior del Volcán Roca Picuda y un agujero hace más fácil entrar y salir en la base del volcán y a la base del volcán.

### New Super Mario Bros. U
1. Pradera Bellotera: Zona de pradera.
2. Dunas Pasteleras: Zona de desierto.
3. Archipiélago de Almíbar: Zona de isla tropical y de mar.
4. Glaciar Glaseado: Zona de montaña de nieve.
5. Jungla Jarabe: Zona de jungla, y de casa fantasma.
6. Minas Melosas: Zona de montaña, y de cueva subterránea.
7. Mar de Merengue: Zona de cielo.
8. Castillo de Peach: Castillo invadido por Bowser.
9. Senda Superestrella: Al conseguir todas las monedas estrella de un mundo se abre respectivo nivel en la senda. Disponible al completar el juego.

(Lugar "Off-topic") Isla Secreta: Lugar donde puedes comprobar tus estadísticas en el juego. Disponible al completar el juego.